# Oasis Knebworth 1996

Oasis Knebworth 1996 est un film documentaire britannique et un album live du groupe de rock anglais Oasis. Le film est réalisé par Jake Scott et est sorti le 23 septembre 2021, l'album est sorti le 19 novembre 2021. Les deux ont été enregistrés les 10 et 11 août 1996 au Festival de Knebworth, dans la ville éponyme en Angleterre. La semaine suivant sa sortie, le film est devenu le documentaire le plus rentable de 2021 au Royaume-Uni.

## Chansons tirées du concert
Certains morceaux des concerts d'Oasis à Knebworth avaient déjà été publiés sur différents formats et éditions limitées, avec ou sans la spécification de la date du concert :
- Champagne Supernova est sortie sur l'édition limitée du film …There and Then.
- Cast No Shadow et Columbia sont sortis en tant que titres bonus sur iTunes sur l'album best-of Stop the Clocks.
- The Masterplan et Wonderwall sont sortis sur la réédition de 2014 de l'album (What's the Story) Morning Glory ?, cette dernière en tant que morceau bonus uniquement au Japon.
- My Big Mouth est sortie sur la réédition de 2016 de Be Here Now.

## Autour de l'album

### Liste des chansons
Toutes les chansons sont écrites et composées par Noel Gallagher, sauf exceptions.
| 1.  | Columbia (10 août 1996)             |                                            | 4:47 |
| 2.  | Acquiesce (10 août 1996)            |                                            | 3:56 |
| 3.  | Supersonic (10 août 1996)           |                                            | 5:09 |
| 4.  | Hello (11 août 1996)                | Noel Gallagher, Gary Glitter, Mike Leander | 2:55 |
| 5.  | Some Might Say (11 août 1996)       |                                            | 5:04 |
| 6.  | Roll with It (11 août 1996)         |                                            | 4:05 |
| 7.  | Slide Away (11 août 1996)           |                                            | 5:27 |
| 8.  | Morning Glory (11 août 1996)        |                                            | 4:12 |
| 9.  | Round Are Way (10 août 1996)        |                                            | 4:47 |
| 10. | Cigarettes & Alcohol (10 août 1996) |                                            | 4:43 |

| Disque 2 | Disque 2                                   | Disque 2                    | Disque 2 | Disque 2 | Disque 2 | Disque 2 | Disque 2 | Disque 2 | Disque 2 |
| No       | Titre                                      | Auteur(s)                   | Durée    |          |          |          |          |          |          |
| -------- | ------------------------------------------ | --------------------------- | -------- | -------- | -------- | -------- | -------- | -------- | -------- |
| 1.       | Whatever (10 août 1996)                    | Noel Gallagher, Neil Innes  | 5:59     |          |          |          |          |          |          |
| 2.       | Cast No Shadow (10 août 1996)              |                             | 4:46     |          |          |          |          |          |          |
| 3.       | Wonderwall (10 août 1996)                  |                             | 4:04     |          |          |          |          |          |          |
| 4.       | The Masterplan (10 août 1996)              |                             | 4:40     |          |          |          |          |          |          |
| 5.       | Don't Look Back in Anger (11 août 1996)    |                             | 4:55     |          |          |          |          |          |          |
| 6.       | My Big Mouth (10 août 1996)                |                             | 5:10     |          |          |          |          |          |          |
| 7.       | It's Gettin' Better (Man!!) (11 août 1996) |                             | 5:56     |          |          |          |          |          |          |
| 8.       | Live Forever (10 août 1996)                |                             | 4:56     |          |          |          |          |          |          |
| 9.       | Champagne Supernova (11 août 1996)         |                             | 7:26     |          |          |          |          |          |          |
| 10.      | I Am The Walrus (11 août 1996)             | John Lennon, Paul McCartney | 6:40     |          |          |          |          |          |          |
| 99:57    |                                            |                             |          |          |          |          |          |          |          |

### Interprètes
Oasis
- Liam Gallagher - chant , tambourin
- Noel Gallagher - guitare, chant
- Paul Arthurs - guitare
- Paul McGuigan - basse
- Alan White - batterie

Musiciens additionnels
- Mark Feltham – harmonica
- Janet Mason – claviers
- Anne Morfee – violon
- Anna Hemery – violon
- Katie Heller – alto
- Sue Dence – alto
- Emma Black – violoncelle
- Dave Bishop – saxophone
- Jamie Talbot – saxophone
- Steve Sidwell – trompette
- Simon Gardner – trompette
- Stuart Brooks – trompette
- John Squire - guitare sur Champagne Supernova et I Am the Walrus

### Charts
| Charts (2021)                  | Plus haute position |
| ------------------------------ | ------------------- |
| Australie (ARIA)               | 87                  |
| Autriche (Ö3 Austria)          | 23                  |
| Belgique (Ultratop Flandre)    | 27                  |
| Belgique (Ultratop Wallonie)   | 32                  |
| Pays-Bas (Album Top 100)       | 30                  |
| France (SNEP)                  | 63                  |
| Allemagne (Offizielle Top 100) | 15                  |
| Irlande (OCC)                  | 7                   |
| Italie (FIMI)                  | 30                  |
| Japon (Oricon)                 | 9                   |
| Espagne (Promusicae)           | 31                  |
| Suisse (Schweizer Hitparade)   | 19                  |
| Royaume-Uni (OCC)              | 4                   |

### Certifications et ventes
| Pays                                            | Certification | Unités vendues |
| ----------------------------------------------- | ------------- | -------------- |
| Royaume-Uni (BPI)                               | Argent        | 60'000*        |
| *Nécessaires à l'obtention de la certification. |               |                |

## Autour du film
Le concert s'est tenu devant une foule de 250'000 personnes sur deux jours : les plans du films montrent à la fois la prestation des musiciens et le public,,. Le film dure 1h50, et a été réalisé par Jake Scott,.